# ヴォルフガング・プリンツ
ヴォルフガング・カスパー・プリンツ（Wolfgang Caspar PrintzまたはKaspar 1641年10月10日 - 1717年10月13日）は、ドイツの作曲家。神学を修め、各地でカントルを務めた。著作『Historische Beschreibung der edlen Musik- und Kleinkunst...von Anfang der Welt bis auf unserer Zeit』はドイツで初めての音楽史に関する書物であった。

## 生涯
プリンツはヴァルトトゥルンでオーバープファルツの林務官の息子として生まれた。1659年にニュルンベルク近郊のアルトドルフ（英語版）で学籍登録を行うまではほとんど訓練を受けていなかった。音楽の才能には恵まれていたものと思われるが、記録は残されていない。しかしながら、理由はわからないもののアルトドルフでの勉学を切り上げたプリンツは教師として働き始め、職を得たことによって自由な移動が難しくなった。1662年、21歳のプリンツはドレスデンへと赴き、そこで芸術に理解のあるシレジアの伯爵エルトマン1世の宮廷でカペルマイスターに就任した。伯爵と共にボヘミアやハンガリーの軍隊の野営地を訪問している。
1664年の伯爵の死後、プリンツはジャリ（英語版） (ドイツ語名 ソラウ Sorau)の教会でカントルに任用された。同地で家庭を築き、その後の52年間を作曲家並びに音楽学者として過ごす。プリンツはヨハン・クーナウ同様、音楽作品の他に著作物にも目立った作品を遺している。エルトマン2世（英語版）の下で再び宮廷楽団の楽長職に就いたプリンツは、1704年に若きゲオルク・フィリップ・テレマンに譲るまでこの職に留まった。プリンツの音楽作品の大半は失われてしまっているが、彼が遺した歴史書からは当時の作曲家に関する有用な情報を得ることが出来る。
ローレンツ・クリストフ・ミツラーは『Musikalische Bibliothek』の中でプリンツの『Die Exercitationes...Musicalische Wissenschafft und Kunstübungen』を紹介している。

## 主要作品
- Compendium musicae: In quo breviter ac succinctè explicantur et traduntur ... Gruber, Guben 1668 (Digitalisat - Google ブックス).
- Phrynis...oder satirischer Componist, welcher...die Fehler der ungelehrten...Componisten höflich darstellet.  Quedlinburg 1676 u.ö. (Band 1 - Google ブックス; Band 2 - Google ブックス).
- Exercitationes...Musicalische Wissenschafft und Kunstübungen.  8 Teile.  Dresden 1687-89 (2. Teil - Google ブックス).
- Historische Beschreibung der edelen Sing- und Kling-Kunst. Mieth, Dresden 1690 (Digitalisat - Google ブックス). Nachdruck hrsg. von Othmar Wessely. Graz 1964.
- Musicus vexatus, oder der wohlgeplagte ...lustige Musicus.  Dresden 1690 (Digitalisat - Google ブックス)
- Musicus curiosus, Oder Battalus, der Vorwitzige Musicant: Einer sehr lustigen ... Geschichte vorgestellet von Mimnermo. Freiburg 1691 (Digitalisat - Google ブックス).
- Ausgewählte Werke, hrsg. Helmut Krausse, Bd. 1 ff., Berlin 1974 ff.